# Eois violada
Eois violada là một loài bướm đêm trong họ Geometridae.